# Evald Aav
Evald Aav (n. 22 februarie 1900, Tallinn, Estonia — d. 21 martie 1939, Tallinn), a fost un compozitor eston.